# Британик (пьеса)
«Британ(н)ик» (лат. Britannicus) — трагедия французского драматурга Жана Расина, премьера которой состоялась в 1669 году. В этой пьесе Расин впервые обратился к римской истории.

## Сюжет
Агриппина чувствует, что теряет влияние на сына. Он больше не слушает мать, а за советом обращается только к Бурру и Сенеке. Агриппина боится, что в Нероне пробудится врожденная жестокость, своенравие — наследие отца — и, убрав с пути сводного брата Британика, он ополчится на мать. Он даже выкрал невесту Британика, Юнию, хотя сама Агриппина обещала устроить брак двух возлюбленных. Она пытается попасть в покои к сыну, но её не пускает Бурр. Агриппина, «императоров жена, и дочь, и мать», возмущена тем, что Бурр пытается отстранить её от ведения дел, а тот считает, что императора не следует воспитывать в покорности и безволии, наоборот, он должен научиться сам принимать решения, не цепляясь за материнскую юбку. 
Нерон же считает, что Британик готовит восстание. Более того, он сам влюбляется в Юнию и хотел бы развестить со своей женой Октавией, которая никак не может родить наследника, но боится гнева матери. При ней, говорит Нерон, «ни мужества, ни воли нет в Нероне». Император разрешает свидание Юнии и Британика. Пользуясь случаем, он признаётся Юнии в любви и говорит, что хочет сделать её своей женой, однако девушка жалеет Октавию и любит Британика. Тогда Нерон приказывает Юнии во время свидания изобразить равнодушие к возлюбленному, угрожая его казнить:
Пренебрежительно его прогонишь с глаз,
 Не намекнув на то, что это — мой приказ.
Спасая любимому жизнь, Юния прогоняет Британика, и в нем поселяются сомнения: верна ли она, любит ли по-прежнему? Бурр чувствует, что теряет контроль над ситуацией. Он советует Нерону вернуться к Октавии, но тот его больше не слушает. Агриппина боится, как бы Нерон и правда не женился на Юнии:
…станет Юния соперницей моею
 И, если не убить немедля эту страсть,
 Ей — править и сиять, мне — в униженье впасть.
Между тем, Юния тайно открывает Британику правду и клянется в любви. Внезапно появляется Нерон. Он велит взять сводного брата под стражу. Решив, что тайное свидание влюбленных организовала мать, он вызывает её в свои покои и обвиняет в тайном сговоре. Агриппина в ярости: сговор против сына для неё бессмыслен. Она требует, чтобы Нерон помирился с Британиком и женил Юнию на том, на ком девушка сама пожелает. Нерон со всем соглашается, но, оставшись наедине, планирует погубить Британика. Он подозревает, что мать хочет отдать ему трон.
Британик сообщает Юнии, что Нерон велел собрать пир, чтобы скрепить их дружеский союз. Юнию же мучает беспокойство, она не доверяет императору. На пиру Нерон подает Британику отравленный кубок. Тот немедленно умирает. Бурр поражен хладнокровным предательством Нерона. В отчаянии Юния посвящает себя богине Весте — теперь она недоступна для императора.

## Экранизация
В 1908 году Андре Кальметт снял по пьесе немой короткометражный фильм.